# Dolmen de la Pidoucière
Le dolmen de la Pidoucière, appelé aussi parfois Pierre couverte de la Filoussière (ou de la Morellière), est un dolmen situé à Corzé, dans le département français de Maine-et-Loire.

## Protection
L'édifice est inscrit au titre des monuments historiques en 1984.

## Description
Toutes les dalles sont en grès éocène. C'est un parfait modèle du type angevin, bien que de petite taille, avec son portique d'entrée composé de deux piliers et d'une dalle de couverture. À l'origine, deux autres dalles, désormais renversées, fermaient respectivement l'entrée du portique pour la première et l'entrée de la chambre sépulcrale pour la seconde. La chambre sépulcrale est de forme rectangulaire et recouverte par une unique table de couverture.
Les blocs qui affleurent du sol autour de l'édifice constituent probablement les vestiges d'un cercle péristaltique.